# Pamięć proceduralna
Pamięć proceduralna (ruchowa) – rodzaj pamięci występujący u kręgowców i u części bezkręgowców związanej z pamiętaniem o sposobie wykonywania czynności. Pamięć proceduralna, obok pamięci deklaratywnej, jest rodzajem pamięci długotrwałej.
Informacje do tej pamięci nabywane są poprzez bezpośrednie spostrzeganie, doświadczanie oraz dostrajanie do wymagań otoczenia. Jest ona wyrażana w formie zmiany prawdopodobieństwa reagowania na specyficzne bodźce. Dostęp do tej pamięci jest automatyczny, nieangażujący świadomości jednostki, jeśli opanowała ona wykonywanie danej czynności.
Pamięć proceduralna jest niezależna od hipokampu, zlokalizowana jest w pętli tworzonej przez przedruchowe obszary kory, ciało prążkowane, wzgórze, móżdżek i obszary ruchowe kory. W chorobach układu pozapiramidowego, np. w chorobie Parkinsona, ulega znacznemu osłabieniu lub nawet zanikowi zdolności przyswajania nowych umiejętności.
W modelu Johna Andersona nabywanie umiejętności wykonywania czynności następuje poprzez przejście z reprezentacji deklaratywnej do proceduralnej, a więc wymaga najpierw zapoznania się z instrukcjami ich wykonania. W modelu Roberta Sternberga poza nabywaniem wiedzy proceduralnej dzięki wiedzy deklaratywnej (ze wsparciem pamięci semantycznej), możliwe jest jej nabywanie poprzez praktykowanie danej umiejętności (w co zaangażowana jest pamięć epizodyczna), co skutkuje mniejszymi możliwościami jej zwerbalizowania.